# Opsomeigenia orientalis
Opsomeigenia orientalis är en tvåvingeart som beskrevs av Yang 1989. Opsomeigenia orientalis ingår i släktet Opsomeigenia och familjen parasitflugor. Inga underarter finns listade i Catalogue of Life.